# Представимый функтор
В теории категорий, представимый функтор — функтор специального типа из произвольной категории в категорию множеств. В некотором смысле, такие функторы задают представление категории в терминах множеств и функций.

## Определение
Пусть C — локально малая категория, тогда для каждого её объекта A Hom(A,-) — функтор Hom, который отправляет объекты X во множества Hom(A,X).
Функтор F : C → Set называется представимым, если он естественно изоморфен Hom(A,-) для некоторого объекта A категории C.
Контравариантный функтор G из C в Set, обычно называемый предпучком, представим, если он естественно изоморфен контравариантному hom-функтору Hom(-,A) для некоторого объекта A категории C.

## Универсальные элементы
Согласно лемме Йонеды, естественные преобразования Hom(A,-) в F находятся во взаимно-однозначном соответствии с элементами F(A). Чтобы получить представление F, нам нужно узнать, для какого u ∈ F(A) соответствующее естественное преобразование — изоморфизм. Это мотивирует следующее определение:
Универсальный элемент функтора F : C → Set — это пара (A,u), где A — объект C и u ∈ F(A), таких что для любой пары (X,v), v ∈ F(X) существует единственный морфизм f : A → X, такой что (Ff)u = v.
Естественное преобразование, индуцированное u ∈ F(A) является изоморфизмом тогда и только тогда, когда (A,u) — универсальный элемент. Поэтому на представления функтора часто ссылаются как на универсальные элементы. Из универсального свойства следует, что представление функтора единственно с точностью до единственного изоморфизма (впрочем, единственность следует и из полноты вложения Йонеды).

## Примеры
- Рассмотрим контравариантный функтор P : Set → Set, который отправляет множество в его булеан, а функцию — во взятие полного прообраза подмножества. Для представления функтора нужна пара (A,u), такая что для любого множества X, множество Hom(X,A) изоморфно P(X) через функцию ΦX(f) = (Pf)u = f−1(u). Возьмем A = {0,1}, u = {1}, соответствующая функция из X в A — характеристическая функция множества S.
- Забывающие функторы в Set очень часто представимы. В частности, забывающий функтор будет представим (A, u), если A — свободный объект над синглентоном u.
  - Забывающий функтор Grp → Set из категории групп представим (Z, 1).
  - Забывающий функтор Ring → Set из категории колец представим (Z[x], x).
  - Забывающий функтор Vect → Set из категории действительных векторных пространств представим (R, 1).
  - Забывающий функтор Top → Set из категории топологических пространств представим топологическим пространством из одного элемента.

## Связь с универсальными стрелками и сопряженными функторами
Категорные определения универсальной стрелки и сопряженных функторов могут быть выражены через представимые функторы.
Пусть G : D → C — функтор и X — объект C. Тогда (A,φ) — универсальная стрелка из X в G тогда и только тогда, когда (A,φ) — представление функтора HomC(X,G-) из D в Set. Из этого следует, что G имеет левый сопряженный F тогда и только тогда, когда HomC(X,G-) представим для всех X в C. Двойственные утверждения также верны.